# جون هنتر بوث
جون هنتر بوث (بالإنجليزية: John Hunter Booth)‏ هو كاتب سيناريو أمريكي، ولد في 27 نوفمبر 1886، وتوفي في 23 نوفمبر 1971.

## وصلات خارجية
- جون هنتر بوث على موقع IMDb (الإنجليزية)
- جون هنتر بوث على موقع ألو سيني (الفرنسية)
- جون هنتر بوث على موقع أول موفي (الإنجليزية)
- جون هنتر بوث على موقع قاعدة بيانات برودواي على الإنترنت (الإنجليزية)
- جون هنتر بوث على موقع قاعدة بيانات الفيلم (الإنجليزية)
- جون هنتر بوث على موقع كينوبويسك (الروسية)